# Resolutie 1533 Veiligheidsraad Verenigde Naties
Resolutie 1533 van de Veiligheidsraad van de Verenigde Naties werd unaniem door de
VN-Veiligheidsraad aangenomen op 12 maart 2004 en richtte
een comité en een panel van experts op om onderzoek te doen naar schendingen van het wapenembargo tegen
gewapende groepen en milities in het oosten van de Democratische Republiek Congo.

## Achtergrond
In 1994 braken in de Democratische Republiek Congo etnische onlusten uit die onder meer
werden veroorzaakt door de vluchtelingenstroom uit de buurlanden Rwanda en Burundi.
In 1997 beëindigden rebellen de lange dictatuur van Mobutu en werd
Kabila de nieuwe president.
In 1998 escaleerde de burgeroorlog toen andere rebellen Kabila probeerden te verjagen. Zij zagen zich
gesteund door Rwanda en Oeganda.
Toen hij in 2001 omkwam bij een mislukte staatsgreep werd hij opgevolgd door zijn zoon.
Onder buitenlandse druk werd afgesproken verkiezingen te houden die plaatsvonden in 2006 en gewonnen
werden door Kabila.
Intussen zijn nog steeds rebellen actief in het oosten van Congo en blijft de situatie er gespannen.

## Inhoud

### Waarnemingen
Men was bezorgd over de gewapende groepen en milities in het oosten van Congo die de
hele regio onveilig maakten. Ook werd de illegale wapenstroom die Congo binnenkwam veroordeeld.

### Handelingen
De Veiligheidsraad herhaalde zijn eis uit resolutie 1493
dat alle landen maatregelen namen om de wapenhandel met gewapende groepen in Noord- en
Zuid-Kivu en Ituri te voorkomen. De MONUC-vredesmissie werd geautoriseerd om alle wapens en
verwant materiaal in Congo dat in strijd was met resolutie 1493 in beslag te nemen.
Ook werd opnieuw de illegale ontginning van Congo's grondstoffen veroordeeld, wat
mee bijdroeg aan het conflict. Bij alle landen, en vooral die in de regio, werd erop aangedrongen om hier een einde
aan te maken.
Er werd vervolgens een comité opgericht dat moest uitzoeken wat alle landen deden om het wapenembargo tegen
gewapende groepen en milities in Oost-Congo op te leggen, schendingen van dit embargo te onderzoeken en
aanbevelingen te doen om het te versterken.
De secretaris-generaal werd gevraagd een groep van 4 experts
op te zetten om tot 28 juli informatie van MONUC's waarnemingen en de wapenstromen te analyseren en het
comité een lijst te bezorgen van degenen die het embargo schonden en de bewijzen daarvan.

## Verwante resoluties
- Resolutie 1501 Veiligheidsraad Verenigde Naties (2003)
- Resolutie 1522 Veiligheidsraad Verenigde Naties
- Resolutie 1552 Veiligheidsraad Verenigde Naties
- Resolutie 1555 Veiligheidsraad Verenigde Naties

Lijst ·  1522 ·  1523 ·  1524 ·  1525 ·  1526 ·  1527 ·  1528 ·  1529 ·  1530 ·  1531 ·  1532 ·  1533 ·  1534 ·  1535 ·  1536 ·  1537 ·  1538 ·  1539 ·  1540 ·  1541 ·  1542 ·  1543 ·  1544 ·  1545 ·  1546 ·  1547 ·  1548 ·  1549 ·  1550 ·  1551 ·  1552 ·  1553 ·  1554 ·  1555 ·  1556 ·  1557 ·  1558 ·  1559 ·  1560 ·  1561 ·  1562 ·  1563 ·  1564 ·  1565 ·  1566 ·  1567 ·  1568 ·  1569 ·  1570 ·  1571 ·  1572 ·  1573 ·  1574 ·  1575 ·  1576 ·  1577 ·  1578 ·  1579 ·  1580